# Macinhata do Vouga
Macinhata do Vouga é uma povoação portuguesa sede da Freguesia de Macinhata do Vouga do Município de Águeda, freguesia com 31,95 km² de área e 3210 habitantes (censo de 2021), tendo, por isso, uma densidade populacional de 100,5 hab./km².

## Geografia
Localizada na extremidade norte do município, a Freguesia de Macinhata do Vouga tem como vizinhos as localidades de Valongo do Vouga, a sueste, e de Lamas do Vouga, a sudoeste, e os Municípios de Albergaria-a-Velha, a noroeste e de Sever do Vouga, a norte e a leste. A freguesia é ribeirinha da margem esquerda do rio Vouga, que lhe serve de limite e norte e a oeste.

## Demografia
A população registada nos censos foi:
| Distribuição da População por Grupos Etários | Distribuição da População por Grupos Etários | Distribuição da População por Grupos Etários | Distribuição da População por Grupos Etários | Distribuição da População por Grupos Etários |
| -------------------------------------------- | -------------------------------------------- | -------------------------------------------- | -------------------------------------------- | -------------------------------------------- |
| Ano                                          | 0-14 Anos                                    | 15-24 Anos                                   | 25-64 Anos                                   | > 65 Anos                                    |
| 2001                                         | 566                                          | 500                                          | 1891                                         | 624                                          |
| 2011                                         | 462                                          | 358                                          | 1875                                         | 711                                          |
| 2021                                         | 395                                          | 284                                          | 1630                                         | 901                                          |

## Lugares
Além da sede, a Freguesia de Macinhata do Vouga engloba as seguintes localidades:
- Alombada
- Arrôta da Moita
- Béco
- Carvalhal
- Carvalhal da Portela (parte)
- Carvoeiro
- Cavada Nova
- Cavadas de Cima
- Chãs
- Cova
- Jafafe de Baixo
- Jafafe de Cima
- Lameiro
- Macida
- Mata do Carvoeiro
- Mesa do Vouga
- Moita
- Pontilhão
- Póvoa
- Serém de Baixo
- Serém de Cima
- Sernada do Vouga
- Soutelo

## Património
- Museu Ferroviário de Macinhata do Vouga
- Solar da Quinta de Serém
- Pelourinho de Serém 1514 com as armas de D.Manuel I
- Convento Franciscano de Serém 1634 - Santo António
- Capela de Nossa Senhora da Paz - Beco